# Corgatha porphyrea
Corgatha porphyrea là một loài bướm đêm trong họ Erebidae.